# Revista Alternativa
Revista Alternativa é uma publicação impressa de variedades em língua portuguesa no Japão, sobre a vida de brasileiros que vivem no pais.

## Historia
Foi lançada, no dia 24 de maio de 2001, como uma mídia impressa da comunidade brasileira no Japão. 
Tem escritório na cidade de Tokyo, no Japao e seu presidente se chama Ricardo Hiroki Tai.
Sua publicação é editada pela Nippaku Yuai e tem o selo da ABC Kyokai (Instituto ABC), similar ao IVC no Brasil. Busca obter um profundo conhecimento das necessidades e do comportamento da comunidade brasileira no Japão e sonha em ser a mídia de maior aceitação no mercado local.

## Ligações Externas
- Revista Alternativa Online